# Fügelevélmoly

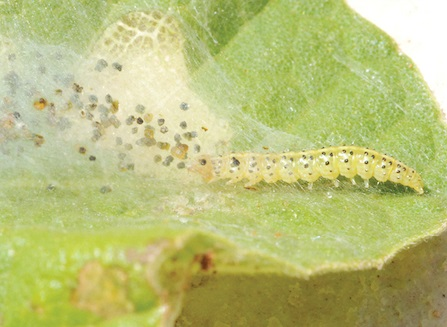
A faj hernyója

A fügelevélmoly (Choreutis nemorana) a levélmolyfélék (Choreutidae) családjába tartozó adventív lepkefaj, a füge (Ficus carica) kártevője. Viszonylag elterjedt magyar neve még a ligeti levélmoly is, a faj életmódjának ismeretében azonban e név használata kerülendő, szemantikai értelemben félrevezető.

## Elterjedése
Európa mediterrán területein messze elterjedt, gyakori faj, kelet felé Üzbegisztánig, dél felé Észak-Afrikáig  fordul elő ott, ahol tápnövénye is megél. Elterjedésének északi határa Közép-Európa, Európa északabbi területein nem fordul elő. Legészakabbi előfordulása Londonból származik, ahol 2014-ben jelent meg. Megjelenését Kínában is észlelték.
Magyarországon már 1955-ben is beszámolnak budapesti előfordulásáról, de ezután évtizedekig nem került elő a faj, e korai megjelenés a behurcolásnak lehet köszönhető. Magyarországon 2015-ig a Dunántúl több pontján is megfigyelték (Mecsek, Keszthely, stb.), legkeletebbi magyarországi előfordulása Egerből származik, a legtöbb adat Budapestről ismert.

## Megjelenése
Viszonylag kis termetű lepkefaj, szárnyfesztávolsága 15–20 mm, az elülső szárny alapszíne vörösesbarna, sárgás behintéssel, két világos harántsávval. A hátsó szárny alapszíne sötétbarna, rajta két apró sárgás folt látható.
A hernyók színe sárgászöld, rajtuk fekete szemölcsök láthatók, hosszuk legfeljebb 20 mm. A báb 7–8 mm hosszú, barna színű, szövedékbe burkolt.

## Életmódja
Az áttelelt lepkék már kora tavasszal, áprilistól repülnek. Tojásaikat csomókban helyezik a füge levelek színi részére. Május közepétől a hernyók fehér szövedéket képeznek, a füge levelét összesodorják és hámozgatják, erősebb kártétel esetén lyuggatják. Az első nemzedék imágói júliusban repülnek, virágokon táplálkoznak. A második nemzedék hernyói július végétől októberig táplálkoznak, majd bábozódás és kikelés után védett helyre vonulnak, ahol áttelelnek.

### Kártétele
Kártétele Magyarországon eddig nem jelentős, lombkártétele egyelőre elhanyagolható, azonban a mediterrán területeken jelentős kártevőnek számít, és a hazánkban is tapasztalható klímaváltozás kedvez a faj terjedésének, szaporodásának, így nem zárható ki a későbbi nagyobb mértékű növényvédelmi jelentőség. Dél-Európában a lombkártételen kívül a hernyók a gyümölcsöt is károsítják, rontva a piaci értéküket, illetve utat nyitva a kórokozóknak.